# Hwabyeong
Hwabyeong, ou Hwabyung, littéralement « maladie de la colère » ou « maladie du feu », est un terme coréen désignant un syndrome somatique et une maladie mentale,. Le terme décrit la maladie, bien qu'il y décrive en réalité les causes de cette dernière. Le mot hwabyung n'est pas référencé dans les dictionnaires car il s'agit d'un terme composé des mots hwa signifiant « feu », et byung signifiant « syndrome » ou « maladie ». En Corée du Sud, elle est également nommée ulhwabyeong (鬱火病), « maladie de la colère et de la dépression ».
Le hwabyeong est rapporté chez 4,1 % de la population générale coréenne et plus fréquemment chez les femmes d'âge mûr ou personnes âgées à faible revenu économique.

## Traitement
Les médecins occidentaux diagnostiquent ce syndrome comme une forme de stress ou de dépression majeure. Le Manuel diagnostique et statistique des troubles mentaux (DSM-IV) liste le hwabyeong dans la catégorie des syndromes liés à la culture. Hors des frontières coréennes, le hwabyeong peut se confondre avec un profil psychologique marqué par une humeur irritable et explosive. Au contraire, le hwabyeong est un terme traditionnel psychologique utilisé pour décrire une souffrance passive, en particulier comparable à la dépression, affectant les femmes d'âge mûr. Lorsqu'un diagnostic est effectué, il est important de bien connaître les origines culturelles du patient. Les traitements peuvent inclure un mélange de médicaments pharmaceutiques et de thérapies. La psychothérapie, les médicaments pharmaceutiques, et approches psychanalytiques sont un bon moyen de combattre le hwabyung.